# Покушение в Пон-сюр-Сен
Покушение в Пон-сюр-Сен (фр. Attentat de Pont-sur-Seine) — попытка убийства президента Французской республики генерала Шарля де Голля группой оасовцев 8 сентября 1961 года в коммуне Пон-сюр-Сен, департамент Об. Когда президентский лимузин, управляемый водителем Франсисом Мару, проезжал через коммуну, сработало взрывное устройство, подбросившее взрывом автомобиль. Взрывчатка подмокла, что снизило мощность взрыва, также часть устройства не сработала. В результате покушения никто не пострадал. Организаторы покушения предстали перед судом, который прошёл в г. Труа год спустя и получил широкую огласку.
Сейчас считается, что главным организатором покушения был Жан-Мари Бастьен-Тири, выступавший под псевдонимом «Гермэн», позднее организовавший покушение в Пти-Кламар.

## Покушение
К моменту покушения Шарль де Голль уже три года занимал пост президента V республики. В 1954 году в Алжире вспыхнула война за независимость, французская армия противостояла боевикам FLN и MNA. После провалившегося «путча генералов» де Голль в открытую выступил против французского Алжира и его сторонников. Два французских политических движения, ОАС и FAF, боровшиеся против независимости Алжира, стали противниками Де Голля.
8 сентября 1961 года Шарль де Голль и его супруга Ивонна отправились из Парижа в Коломбе-ле-Дёз-Эглиз через Ножан-сюр-Сен и Пон-сюр-Сен. Франсис Мару вёл президентский лимузин (Citroën DS), возглавляя группу из пяти машин, которая шла со скоростью 110 км/ч. В президентской машине также находился адъютант де Голля полковник Тессьер.
В 21.35 президентский конвой поравнялся с кучей песка, в этот момент последовал мощный взрыв. Взрывное устройство состояло из 40 кг пластита и нитроцеллюлозы и 20-литрового бидона смеси нефти, бензина и мыльных хлопьев (самодельный аналог напалма). Согласно Арману Бельвизи, одному из организаторов покушения, впоследствии осуждённому к шести годам тюрьмы, взрывная волна отбросила президентский «ситроен» на другую сторону дороги. Горючая жидкость моментально вспыхнула, образовав «стену пламени» на шоссе. Адъютант вспоминал, что пламя «поднялось до верхушек деревьев и охватило всю дорогу». Опасаясь возможного обстрела, Франсис Мару увеличил скорость до предела. Он остановился только в нескольких километрах от месте покушения, чтобы президент и его супруга пересели в другую машину и продолжили свой путь в Коломбе-ле-Дёз-Эглиз.

## Аресты и суд
В последующие несколько часов были арестованы шесть участников покушения: Анри Манури, Арман Бельвизи, Бернар Баранс, Жан-Марк Рувьер, Мартиаль де Виллеманди и месяц спустя Доминик Кабан де ля Прад. Анри Манури объявил себя организатором покушения, а Доминик Кабан де ля Прад — непосредственным исполнителем, он привёл в действие детонатор, когда подъехал президентский конвой. Прад бежал в Бельгию, где был арестован в декабре 1961 и выдан в марте 1964. Все заговорщики работали в районе Парижа, в сфере автомобильных продаж и страховок.
28 августа 1962 начался судебный процесс в городе Труа департамента Об. В процессе дознания и слушаний было выявлено, что сдетонировала едва ли десятая часть взрывчатки из-за влаги накопившийся в ходе недельного нахождения взрывчатки в куче песка. Обвинение заявило, что если бы взорвались все сорок килограмм, то пламя, вырвавшееся из бидона, было бы намного сильнее. Адвокаты защиты, которых возглавлял Жан-Луи Тиксье-Винанкур, утверждали, что покушение организовали министерство внутренних дел и секретные службы, внедрённые в ОАС с целью предупредить Шарля де Голля об опасности этой организации. Однако это утверждение защиты опровергли различные личности, принимавшие участие в организации покушения, защита оставила это утверждение. Обвиняемые заявили, что не желали убивать президента, а только нанести удар по символу и его образу неуязвимости. Прокурор потребовал смертной казни для Анри Манури. 9 сентября подсудимые были приговорены к различным срокам тюремного заключения, от десяти лет до пожизненного.
Президентский лимузин был выставлен в экспозиции частного музея в замке Монтжалён в Совиньи-ле-Буа департамент Йонна. Собственник музея собрал коллекцию президентских лимузинов, но в феврале 2011 она вся ушла с аукциона. Сам де Голль упомянул о покушении в своих «мемуарах надежды», согласно Жану Лакутюру, в «очень трезвой» манере.

Несмотря на все титанические усилия министра внутренних дел Роже Фрея и полиции, число взрывов пластиковых бомб всё росло и перевалило за тысячу. Был убит мэр Эвиана Камиль Блан. Другой взрыв, нацеленный на Андре Мальро, ослепил маленькую девочку. 9 сентября 1961 был сделан мастерский ход. Ночью на выезде из Пон-сюр-Сен на дороге, ведущей от Елисейского дворца к Коломбэ, машина, в которой находились я и моя жена, адъютант, полковник Тессьер и телохранитель Франсис Мару, оказалась окружена стеной пламени. Этот взрыв гремучей смеси должен был привести в действие десятикилограммовый заряд пластиковой взрывчатки, спрятанной в куче песка, его мощь была намного больше необходимой мощи для уничтожения «цели». По случайности вся эта масса не сработала.
Оригинальный текст (англ.)
«En métropole, bien que le ministre de l'Intérieur Roger Frey et la police déploient les plus grands efforts, se multiplient les destructions par le plastic : plus d'un millier. Ainsi de celle où le maire d'Évian, Camille Blanc, trouve la mort, ou de celle qui vise André Malraux et aveugle une petite fille. Le coup de maître est tenté, le 9 septembre 1961. Dans la nuit, au sortir de Pont-sur-Seine, sur la route qui conduit de l'Élysée à Colombey, la voiture où je me trouve avec ma femme, l'aide de camp, colonel Teisseire, et le garde Francis Marroux est tout à coup enveloppée d'une grande flamme. C'est l'explosion d'un mélange détonant destiné à faire sauter une charge de dix kilos de plastic cachée dans un tas de sable et beaucoup plus qu'assez puissante pour anéantir « l'objectif ». Par extraordinaire, cette masse n'éclate pas. »
— 